# Liste des cardinaux créés par Clément XIII
Le pape Clément XIII a créé pendant son pontificat 52 cardinaux en  sept consistoires.

## 11 septembre 1758
- Carlo Rezzonico   Italie

## 2 octobre 1758
- Antonio Maria Priuli  Italie
- François-Joachim de Pierre de Bernis  France

## 24 septembre 1759
- Ferdinando Maria de Rossi  Italie
- Ignazio Michele Crivelli  Italie
- Ludovico Merlini  Italie
- Filippo Acciajuoli  Italie
- Ludovico Gualterio De’ Gualtieri  Italie
- Girolamo Spinola  Italie
- Antonio Maria Erba-Odescalchi  Italie
- Sante Veronese  Italie
- Ludovico Valenti  Italie
- Giuseppe Maria Castelli  Italie
- Pietro Francesco Bussi  Italie
- Gaetano Fantuzzi Gottifredi  Italie
- Giuseppe Agostino Orsi OP  Italie
- Pietro Girolamo Guglielmi  Italie
- Giuseppe Alessandro Furietti  Italie
- Pietro Paolo De Conti  Italie
- Nicolò Maria Antonelli  Italie
- Giovanni Vincenzo Antonio Ganganelli O.F.M.Conv. (le pape Clément XIV)  Italie
- Giovanni Costanzio Caracciolo  Italie
- Nicola Perrelli  Italie
- Marcantonio Colonna  Italie
- Andrea Corsini  Italie

## 23 novembre 1761
- Buenaventura de Córdoba Espínola de la Cerda  Espagne
- Christoph Anton von Migazzi von Waal und Sonnenthurn  Autriche
- Antoine Clairiard de Choiseul de Beaupré  France
- Jean-François-Joseph de Rochechouart  France
- Franz Christoph von Hutten zum Stolzenberg  Allemagne
- Enrichetto Virginio Natta OP  Italie
- Giovanni Molino  Italie
- Louis-César-Constantin de Rohan-Guéménée-Montbazon  France
- Baldassare Cenci  Italie
- Cornelio Caprara  Italie

## 18 juillet 1763
- Simone Buonaccorsi  Italie
- Andrea Negroni  Italie

## 21 juillet 1766
- Giovanni Ottavio Bufalini  Italie
- Giovanni Carlo Boschi  Italie

## 26 septembre 1766
- Ludovico Calini  Italie
- Niccolò Serra  Italie
- Niccolò Oddi SJ  Italie
- Antonio Branciforte Colonna  Italie
- Lazzaro Opizio Pallavicino  Italie
- Vitaliano Borromeo  Italie
- Pietro Colonna (Pietro Pamphilj)  Italie
- Giuseppe Simonetti  Italie
- Urbano Paracciani Rutili  Italie
- Filippo Maria Pirelli  Italie
- Enea Silvio Piccolomini  Italie
- Saverio Canale  Italie
- Benedetto Veterani  Italie

### Source
- Site fiu.edu